# Charles Hard Townes
Charles Hard Townes (Greenville, 28 de julho de 1915 – 27 de janeiro de 2015) foi um físico estadunidense.
Foi Nobel de Física em 1964, por trabalhos fundamentais no campo da eletrônica quântica, conduzindo à construção de osciladores e amplificadores baseados no princípio dos maser e laser.
Townes era religioso e acreditava que a ciência e a religião estão convergindo para proporcionar uma maior compreensão da natureza e propósito do universo.

## Vida Pessoal
Townes casou-se com Frances H. Brown, uma ativista para os desabrigados, durante 1941. Eles moravam em Berkeley, Califórnia, e tiveram quatro filhas, Linda Rosenwein, Ellen Anderson, Carla Kessler e Holly Townes.
Um homem religioso e um membro da Igreja Unida de Cristo , Townes acreditava que "ciência e religião [são] bastante paralelas, muito mais semelhantes do que a maioria das pessoas pensa e que, a longo prazo, elas devem convergir". Ele escreveu em um comunicado depois de ganhar o Prêmio Templeton em 2005: "A ciência tenta entender como é o nosso universo e como ele funciona, incluindo nós humanos. A religião é destinada a entender o propósito e o significado de nosso universo, incluindo nossa Se o universo tem um propósito ou significado, isso deve ser refletido em sua estrutura e funcionamento e, portanto, na ciência".
Townes morreu com a idade de 99 anos em Oakland, Califórnia, em 27 de janeiro de 2015. "Ele foi um dos mais importantes físicos experimentais do século passado", Reinhard Genzel, professor de física em Berkeley, disse de Townes. "Sua força foi sua curiosidade e seu otimismo inabalável, baseado em sua profunda espiritualidade cristã".

### Ciência e Religião
As opiniões de Townes sobre ciência e religião foram expostas em seus ensaios "A Convergência da Ciência e da Religião", "Lógica e Incertezas na Ciência e na Religião", e seu livro Making Waves. Townes sentiu que a beleza da natureza é "obviamente feita por Deus" e que Deus criou o universo para os humanos emergirem e florescerem. Ele orou todos os dias e, em última análise, sentiu que a religião é mais importante que a ciência porque aborda a mais importante questão de longo alcance: o significado e o propósito de nossas vidas. A crença de Townes na convergência da ciência e da religião baseia-se em semelhanças reivindicadas:
1. Fé. Townes argumentou que o cientista tem fé muito como uma pessoa religiosa, permitindo que ele / ela trabalhe por anos para um resultado incerto.
2. Revelação. Townes alegou que muitas descobertas científicas importantes, como sua invenção do maser / laser, ocorreram como um "flash" muito mais parecido com a revelação religiosa do que com a interpretação de dados.
3. Prova. Durante este século, o matemático Gödel descobriu que não pode haver prova absoluta em um sentido científico. Cada prova requer um conjunto de suposições, e não há como verificar se essas suposições são auto-consistentes porque outras suposições seriam necessárias.
4. Incerteza. Townes acreditava que deveríamos ter a mente aberta para uma melhor compreensão da ciência e da religião no futuro. Isso exigirá que modifiquemos nossas teorias, mas não as abandonemos. Por exemplo, no início do século XX, a física era em grande parte determinista. Mas quando os cientistas começaram a estudar a mecânica quântica, eles perceberam que o indeterminismo e o acaso desempenham um papel em nosso universo. Tanto a física clássica quanto a mecânica quântica estão corretas e funcionam bem dentro de seus próprios bailiwick e continuam a ser ensinadas aos alunos. Da mesma forma, Townes acredita que o crescimento da compreensão religiosa modificará, mas não nos fará abandonar, nossas crenças religiosas clássicas.

## Publicações selecionadas
O trabalho de Townes foi amplamente publicado em livros e artigos de periódicos revisados por pares, incluindo:
- Gordon, J.; Zeiger, H.; Townes, Charles (1955). «The Maser—New Type of Microwave Amplifier, Frequency Standard, and Spectrometer». Physical Review. 99 (4): 1264–1274. Bibcode:1955PhRv...99.1264G. doi:10.1103/PhysRev.99.1264
- Shimoda, K.; Wang, T.; Townes, Charles (1956). «Further Aspects of the Theory of the Maser». Physical Review. 102 (5): 1308–1321. Bibcode:1956PhRv..102.1308S. doi:10.1103/PhysRev.102.1308
- Schawlow, Arthur; Townes, Charles (1958). «Infrared and Optical Masers». Physical Review. 112 (6): 1940–1949. Bibcode:1958PhRv..112.1940S. doi:10.1103/PhysRev.112.1940
- Townes, Charles (1999). How the Laser Happened: Adventures Of a Scientist. [S.l.]: Oxford University Press. ISBN 978-0-19-512268-8
- Townes, Charles; Schawlow, Arthur (1955). Microwave Spectroscopy. [S.l.]: McGraw-Hill. ISBN 978-0-07-065095-4
- Townes, Charles (1995). Making Waves. Nature. 432. [S.l.]: American Institute of Physics Press. pp. 153. ISBN 978-1-56396-381-0. PMID 15538346. doi:10.1038/432153a